# سعید شیخ‌زاده
سعید شیخ‌زاده (متولد ۲۷ آذر ۱۳۵۷ تهران) دوبلور ، بازیگر ،مجری تلویزیون،
گوینده و مدیر دوبلاژ اهل ایران است.
آغاز کار وی در سینما از سال ۱۳۶۸ در دوران کودکی با فیلم «مرگ پلنگ» به کارگردانی «فریبرز صالح» بود و پس از آن در حرفهٔ دوبله نیز مشغول به کار شد. او به عنوان مجری در برنامه‌های مختلف تلویزیونی حضور داشته است. وی همچنین در سال ۱۳۹۷ تندیس طلایی پنجمین جشنوارهٔ تلویزیونی جام جم را در بخش بهترین مدیر دوبلاژ و صداپیشه کسب کرد. برادر وی وحید شیخ‌زاده نیز بازیگر است. او دوبلور ثابت تام هالند بازیگر مشهور و جوان انگلیسی است. ایشان همچنین در بازی «فوتبالیا» که ساخته تیم بازی سازی گلیم گیمز است در نقش فرهاد، فوتبالیست صداپیشگی کرده است.

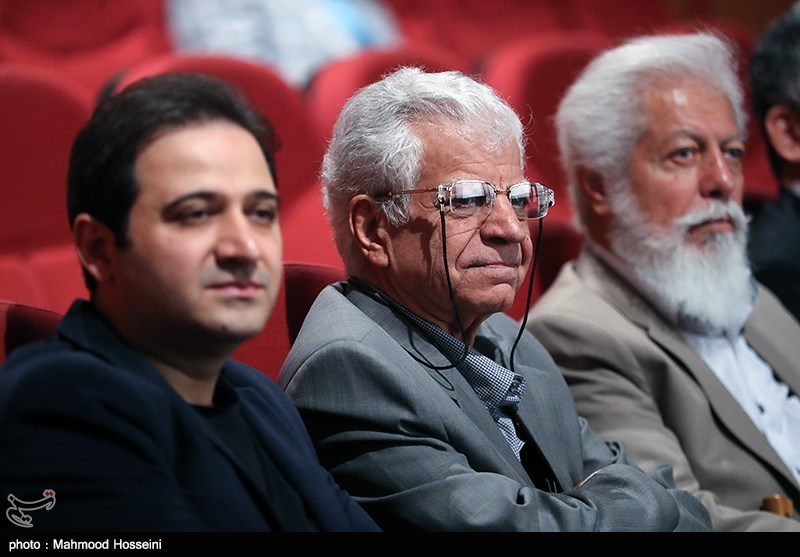
از راست به چپ:حسن کاخی، اکبر منانی و سعید شیخ‌زاده مراسم رونمایی از پوستر انیمیشن سینمایی لوپتواردیبهشت ۱۳۹۷

## فعالیت‌های سینمایی
| ردیف | سال  | نام            | سمت    | کارگردان                | توضیحات |
| ---- | ---- | -------------- | ------ | ----------------------- | ------- |
| ۱    | ۱۳۶۸ | مرگ پلنگ       | بازیگر | فریبرز صالح             |         |
| ۲    | ۱۳۶۹ | سفر جادویی     | بازیگر | ابوالحسن داوودی         |         |
| ۳    | ۱۳۶۹ | گالان          | بازیگر | امیر قویدل              |         |
| ۴    | ۱۳۶۹ | علی و غول جنگل | بازیگر | مسعود رسام و بیژن بیرنگ |         |
| ۵    | ۱۳۷۰ | شقایق          | بازیگر | مجید قاری زاده          |         |
| ۶    | ۱۳۷۰ | ساده‌لوح        | بازیگر | مهدی فخیم‌زاده           |         |
| ۷    | ۱۳۷۰ | دره شاپرک‌ها    | بازیگر | فریال بهزاد             |         |
| ۸    | ۱۳۷۰ | حسنک           | بازیگر | مهستی بدیعی             |         |
| ۹    | ۱۳۷۱ | خوش خیال       | بازیگر | مهران تأییدی            |         |
| ۱۰   | ۱۳۷۱ | آبادانی‌ها      | بازیگر | کیانوش عیاری            |         |
| ۱۱   | ۱۳۷۳ | شیخ مفید       | بازیگر | فریبرز صالح             |         |

## فعالیت‌های تلویزیونی
|    | سال  | نام                    | بازیگر        | کارگردان        | شبکه       | توضیحات                                                                         |
| -- | ---- | ---------------------- | ------------- | --------------- | ---------- | ------------------------------------------------------------------------------- |
| ۱  | ۱۳۶۹ | چاق و لاغر و مأمور سوم |               | امیرحسین قهرائی | دو سیما    | این مجموعه در ۱۶ قسمت تهیه و پخش شد.                                            |
| ۲  | ۱۳۶۹ | بهارانه                |               | رسول نجفیان     |            |                                                                                 |
| ۳  | ۱۳۷۰ | آهنگ پنهان             |               | ایرج کریمی      |            |                                                                                 |
| ۴  | ۱۳۷۲ | میثاق خون              |               | حسین مختاری     | یک سیما    |                                                                                 |
| ۵  | ۱۳۷۶ | خورشید شب              |               | سیروس مقدم      | دو سیما    |                                                                                 |
| ۶  | ۱۳۷۹ | بازی پنهان             |               | شاپور قریب      | شبکه تهران |                                                                                 |
| ۷  | ۱۳۸۰ | نفس سنگ                |               | احمد بخشی       | شبکه تهران |                                                                                 |
| ۸  | ۱۳۸۱ | خانه مهر               |               | جواد افشار      | سه سیما    | این مجموعه در قالب ۵ قسمت ۵۷ دقیقه پخش شد.                                      |
| ۹  | ۱۳۸۲ | خونه یه قصه            |               | عبدالرضا منجزی  |            |                                                                                 |
| ۱۰ | ۱۳۸۳ | غریبانه                |               | قاسم جعفری      | شبکه تهران | این مجموعه در محرم سال ۱۳۸۳ از شبکه تهران پخش شد.                               |
| ۱۰ | ۱۳۸۷ | پنج دقیقه تا مرز       |               | سید جواد هاشمی  |            |                                                                                 |
| ۱۱ | ۱۳۸۸ | سال‌های مشروطه          | ناصرالدین شاه | محمدرضا ورزی    | یک سیما    | تولید این مجموعه از خرداد سال ۱۳۸۸ خورشیدی آغاز و در دی همان سال به پایین رسید. |

## سوابق اجرا در تلویزیون[نیازمند منبع]
| ردیف | سال              | نام                                                        | توضیحات |
| ---- | ---------------- | ---------------------------------------------------------- | ------- |
| ۱    | ۱۳۸۵             | مسابقه خانواده                                             |         |
| ۲    | ۱۳۸۵–۱۳۸۹        | برنامه «عصر جدید»                                          |         |
| ۳    | ۱۳۸۶             | مسابقه یک                                                  |         |
| ۴    | ۱۳۸۹             | مسابقه خانواده                                             |         |
| ۵    | ۱۳۹۱             | برنامه «با ما اینجا»                                       |         |
| ۶    | ۱۳۹۳             | برنامه «پرواز کنکوری‌ها»                                    |         |
| ۷    | ۱۳۹۳             | برنامه «در مسیر آینده»                                     |         |
| ۸    | ۱۳۹۴ -۱۳۹۵ -۱۳۹۶ | برنامه «تا جمعه»                                           |         |
| ۹    |                  | برنامه «هر چی شما بگین» از گروه کودک و نوجوان شبکه یک سیما |         |
| ۱۰   | ۱۳۹۶             | مسابقه ۳۰۰ ثانیه                                           |         |
| ۱۱   | ۱۳۹۶ -۱۳۹۷ -۱۳۹۸ | مسابقه نما به نما                                          |         |
| ۱۲   | ۱۳۹۸             | برنامه «هزار داستان»                                       |         |
| ۱۳   | ۱۳۹۹             | برنامه شگفت انگیزان                                        |         |
| ۱۴   | ۱۳۹۹–۱۴۰۱        | مسابقه ایران                                               |         |

## فعالیت در عرصه گویندگی (دوبله)
سعید شیخ‌زاده از سال ۱۳۶۸ وارد عرصه بازیگری در سینما و در همان سال نیز وارد حرفهٔ دوبله شد. وی طی سال‌ها فعالیت، کارهای زیادی در زمینهٔ گویندگی، صداپیشگی و همچنین مدیریت دوبلاژ سریال‌ها و فیلم‌های سینمایی، در فهرست کاری خود ثبت کرده است.

### فیلم و سریال
| فیلم                                | نقش                       | بازیگر               |
| ----------------------------------- | ------------------------- | -------------------- |
| جنگ جریان                           | ساموئل اسنول              | تام هالند            |
| به پیش                              | ایان لایت فوت             | تام هالند            |
| شیطان تمام‌وقت                       | آروین راسل                | تام هالند            |
| چری                                 | نیکو واکر                 | تام هالند            |
| آنچارتد                             | نیتن دریک                 | تام هالند            |
| اتاق شلوغ                           | دنی سالیوان               | تام هالند            |
| کاپیتان آمریکا: جنگ داخلی           | پیتر پارکر                | تام هالند            |
| مرد عنکبوتی: بازگشت به خانه         | پیتر پارکر                | تام هالند            |
| مردعنکبوتی: دور از خانه             | پیتر پارکر                | تام هالند            |
| انتقام جویان: پایان بازی            | پیتر پارکر                | تام هالند            |
| مرد عنکبوتی: راهی به خانه نیست      | پیتر پارکر                | تام هالند            |
| انتقام‌جویان: جنگ ابدیت              | پیتر پارکر                | تام هالند            |
| مرد عنکبوتی شگفت‌انگیز               | پیتر پارکر                | اندرو گارفیلد        |
| مرد عنکبوتی شگفت‌انگیز ۲             | پیتر پارکر                | اندرو گارفیلد        |
| هرگز رهایم مکن                      | تامی دی                   | اندرو گارفیلد        |
| ۹۹ خانه                             | دنیس نش                   | اندرو گارفیلد        |
| ما در زمان زندگی می‌کنیم             | توبیاس                    | اندرو گارفیلد        |
| هری پاتر و زندانی آزکابان           | هری پاتر                  | دنیل ردکلیف          |
| هری پاتر و جام آتش                  | هری پاتر                  | دنیل ردکلیف          |
| هری پاتر و محفل ققنوس               | هری پاتر                  | دنیل ردکلیف          |
| هری پاتر و شاهزاده دورگه            | هری پاتر                  | دنیل ردکلیف          |
| هری پاتر و یادگاران مرگ – قسمت اول  | هری پاتر                  | دنیل ردکلیف          |
| هری پاتر و یادگاران مرگ – قسمت دوم  | هری پاتر                  | دنیل ردکلیف          |
| شاخ‌ها                               | ایگ پریش                  | دنیل ردکلیف          |
| ویکتور فرانکنشتاین                  | ایگور اشتراوسمن           | دنیل ردکلیف          |
| جنگل                                | یوسی گینزبر               | دنیل ردکلیف          |
| اکنون مرا می‌بینی ۲                  | والتر                     | دنیل ردکلیف          |
| جانور بارکش                         | شان                       | دنیل ردکلیف          |
| فرار از پرتوریا                     | تیم جنکین                 | دنیل ردکلیف          |
| شهر گمشده                           | ابیگیل فایرفکس            | دنیل ردکلیف          |
| مستر ربات (مجموعه‌ی تلویزیونی)       | الیوت آلدرسون             | رامی ملک             |
| چیزهای کوچک                         | کارآگاه بکستر             | رامی ملک             |
| اوپنهایمر                           | دیوید هیل                 | رامی ملک             |
| تبدیل‌شوندگان ۱                      | سم ویت‌ویکی                | شایا لباف            |
| تبدیل‌شوندگان: انتقام فالن           | سم ویت‌ویکی                | شایا لباف            |
| تبدیل‌شوندگان: نیمه تاریک ماه        | سم ویت‌ویکی                | شایا لباف            |
| وال استریت: پول هرگز نمی‌خوابد       | جیک مور                   | شایا لباف            |
| شراکتی که نگاه می‌داری               | بن شپرد                   | شایا لباف            |
| فرا ماشین                           | کیلب اسمیت                | دامنل گلیسون         |
| ساخت آمریکا                         | مونتی شفر                 | دامنل گلیسون         |
| پیتر خرگوشه ۲: فراری                | توماس مک‌گرگور             | دامنل گلیسون         |
| ۱۳ دلیل برای اینکه                  | کلی جنسن                  | دیلن مینت            |
| نفس نکش                             | الکس                      | دیلن مینت            |
| مورمور                              | زک کوپر                   | دیلن مینت            |
| ارباب حلقه‌ها: دو برج                | فرودو بگینز               | الایجا وود           |
| پیانوی بزرگ                         | تام سلزنیک                | الایجا وود           |
| آقایان                              | خشک چشم                   | هنری گلدینگ          |
| چشمان مار: منشأ جی.آی. جو           | مار چشم                   | هنری گلدینگ          |
| طرح                                 | فلوید لندیس               | جسی پلمونس           |
| جنگ داخلی                           | سرباز                     | جسی پلمونس           |
| مکانی آن سوی کاج‌ها                  | لوک گرانتون               | رایان گاسلینگ        |
| جوخه گانگستر                        | گروهبان جری ووترز         | رایان گاسلینگ        |
| منچستر کنار دریا                    | لی چندلر                  | کیسی افلک            |
| خانه دوشیزه پرگرین برای بچه‌های عجیب | جیک                       | ایسا باترفیلد        |
| سرگذشت نارنیا: شیر، کمد و جادوگر    | پیتر پاونسی               | ویلیام مسلی (بازیگر) |
| سرزمین هیچ‌کس                        | تد واریک                  | چارلی شین            |
| مرد عنکبوتی شگفت‌انگیز ۲             | هری آزبورن در دوبله مؤسسه | دین دی‌هان            |
| فرا محرک                            | گرت                       | فردی تورپ            |
| بازگشت به آینده                     | مارتین مک فلای            | مایکل جی فاکس        |
| جزیره گنج                           | جیم هاوکینز               | توبی رجبو            |
| چه کسی برای راجر رابیت پاپوش دوخت؟  | راجر رابیت                |                      |
| شبکه اجتماعی                        | شان پارکر                 | جاستین تیمبرلیک      |
| دفتر مرگ                            | لایت ترنر / کیرا          | نات وولف             |
| مرد عنکبوتی ۳                       | ادی براک/ونوم             | توفر گریس            |
| هیولای پول                          |                           | جک اوکانل            |
| افسانه خورشید و ماه                 | امپراتور لی هوون          | کیم سو هیون          |
| عطش مبارزه                          | پیتا ملارک                | جاش هاچرسون          |
| قهرمان واقعی                        | ویشواس                    | شاهد کاپور           |
| مرد آهنی ۳                          | جایرویس و بروس بنر        | مارک روفالو پل بتانی |
| مقصد نهایی۱                         | الکس براومینگ             | دوون ساوا            |
| پرستاران                            | دکتر جک                   | ویل تراوال           |
| مردعنکبوتی ۲                        | جان جیمسون                | دنیل گیلیز           |
| مردعنکبوتی                          | فلش تامپسون               | جو منگنیلو           |
| دردویل                              | فاگی نلسون                | الدن هنسون           |
| افسانه جومونگ                       | یوری                      | آن یونگ-جون          |
| راجر رابیت                          | راجر رابیت                |                      |
| بخش قلب (مجموعه تلویزیونی)          | یون سئونگ لی              | جی سانگ              |
| کارآگاه خوب (مجموعه تلویزیونی)      | جی هیوک اوه               | جانگ سونگ جو         |
| تزویر (مجموعه تلویزیونی)            | مو یانگ هان               | نام کونگ مین         |
| برای پایان دادن به زمین             | ادموند تالبوت             | بندیکت کامبربچ       |

افسانه ی ته جویونگ

### انیمیشن
| اثر                                | نقش                          | توضیحات        |
| ---------------------------------- | ---------------------------- | -------------- |
| پیتر پن                            | پیتر پن                      |                |
| بن تن                              | بن تن                        |                |
| پهلوانان                           | مفرد                         | فصل پنجم و ششم |
| مرد عنکبوتی: به درون دنیای عنکبوتی | مایلز مورالز                 |                |
| پدینگتون                           | پدینگتون                     |                |
| وال ای                             | وال ای                       | فقط ۲ خط       |
| زوتوپیا                            | نیک                          |                |
| موش سرآش‍پز                          | امیل                         |                |
| شکارچیان اژدها                     | گریزدو                       |                |
| ۶ ابر قهرمان                       | هیرو هامادا                  |                |
| اسمورف‌ها                           | چلفتی                        |                |
| زورو                               | زورو                         |                |
| لگو                                |                              |                |
| بچه‌های ساختمان گلها                | پدر                          |                |
| لاک‌پشت‌های نینجا (مجموعه تلویزیونی) | لئوناردو                     |                |
| شکرستان                            | بهلول - بهادر                |                |
| آن شرلی با موهای قرمز              | گیلبرت بلایت                 |                |
| نظر شما چیه؟                       | راوی                         |                |
| خرس‌های محافظ جنگل                  | پیک                          |                |
| قلب خورشید                         |                              |                |
| باب اسفنجی شلوارمکعبی              | باب اسفنجی                   | تام کنی        |
| ماجراجویی عجیب و غریب جوجو         | جوزف جوستار - جاناتان جوستار | فصل اول        |

## مدیریت دوبلاژ[نیازمند منبع]

### فیلم و سریال ایرانی
- انیمیشن سینمایی بچه زرنگ ۱۴۰۲
- انیمیشن سینمایی فیلشاه ۱۳۹۸
- انیمیشن موچولوها ۱۳۹۷
- انیمیشن سریالی جوانمردان ۱۳۹۸-۱۳۹۷
- انیمیشن سریالی میچکا ۱۳۹۸-۱۳۹۷
- انیمیشن سریالی بچه‌های ساختمان گل‌ها ۱۳۹۸–۱۳۹۵
- انیمیشن سریالی تندر ۱۳۹۸-۱۳۹۵
- انیمیشن سریالی اتل متل یه جنگل ۱۳۹۷-۱۳۹۵
- انیمیشن سریالی نظر شما چیه؟ ۱۳۹۵
- انیمیشن سریالی شهر کیمدی‌ها ۱۳۹۴
- انیمیشن سریالی دوستان جنگل ۱۳۹۴
- انیمیشن سریالی بیگی ۱۳۹۳
- انیمیشن سریالی پلانکی ۱۳۹۳
- انیمیشن سریالی زرد مشکی ۱۳۹۲
- انیمیشن سریالی بینا و دینا ۱۳۹۱
- انیمیشن سریالی مثل یک بازی ۱۳۹۰-۱۳۸۹
- انیمیشن سریالی خانه ما ۱۳۸۸

### فیلم و انیمیشن خارجی
- انیمیشن سینمایی چگونه اژدهای خود را تربیت کنیم: دنیای پنهان ۲۰۱۹
- انیمیشن سینمایی زندگی پنهان حیوانات خانگی ۲ ۲۰۱۹
- انیمیشن سینمایی شیرشاه ۲۰۱۹
- انیمیشن سینمایی داستان اسباب‌بازی ۴ ۲۰۱
- انیمیشن سینمایی زندگی پنهان حیوانات خانگی ۲۰۱۷
- انیمیشن سریالی خرس‌های محافظ جنگل ۲۰۱۲
- انیمیشن سریالی  موش خبرنگار ۲۰۱۶-۲۰۰۹
- فیلم سینمایی انگل ۲۰۱۹
- فیلم سینمایی مرد عنکبوتی: دور از خانه ۲۰۱۹
- فیلم سینمایی مول ۲۰۱۸
- فیلم سینمایی  اسنودن ۲۰۱۶
- فیلم سینمایی هیولای پول ۲۰۱۶
- فیلم سینمایی  حصارها ۲۰۱۶
- فیلم سینمایی  شیر ۲۰۱۶
- فیلم سینمایی بتمن در برابر سوپرمن: طلوع عدالت ۲۰۱۶
- فیلم سینمایی  شبکه اجتماعی ۲۰۱۰
- مجموعه تلویزیونی  بخش تحقیقات ۲۰۰۶
- مجموعه تلویزیونی  مظنون ۲۰۱۶-۲۰۱۱
- مجموعه تلویزیونی  مستر ربات ۲۰۱۹-۲۰۱۵
- مجموعه تلویزیونی  دووم پاترول ۲۰۱۹
- مجموعه تلویزیونی لورنس ۱۳۸۹
- مجموعه تلویزیونی شب‌های صالحیه ۱۳۹۱
- مجموعه تلویزیونی نهنگ ۱۳۹۱
- مجموعه تلویزیونی فریاد سنگ ۱۳۹۲

## نگارخانه

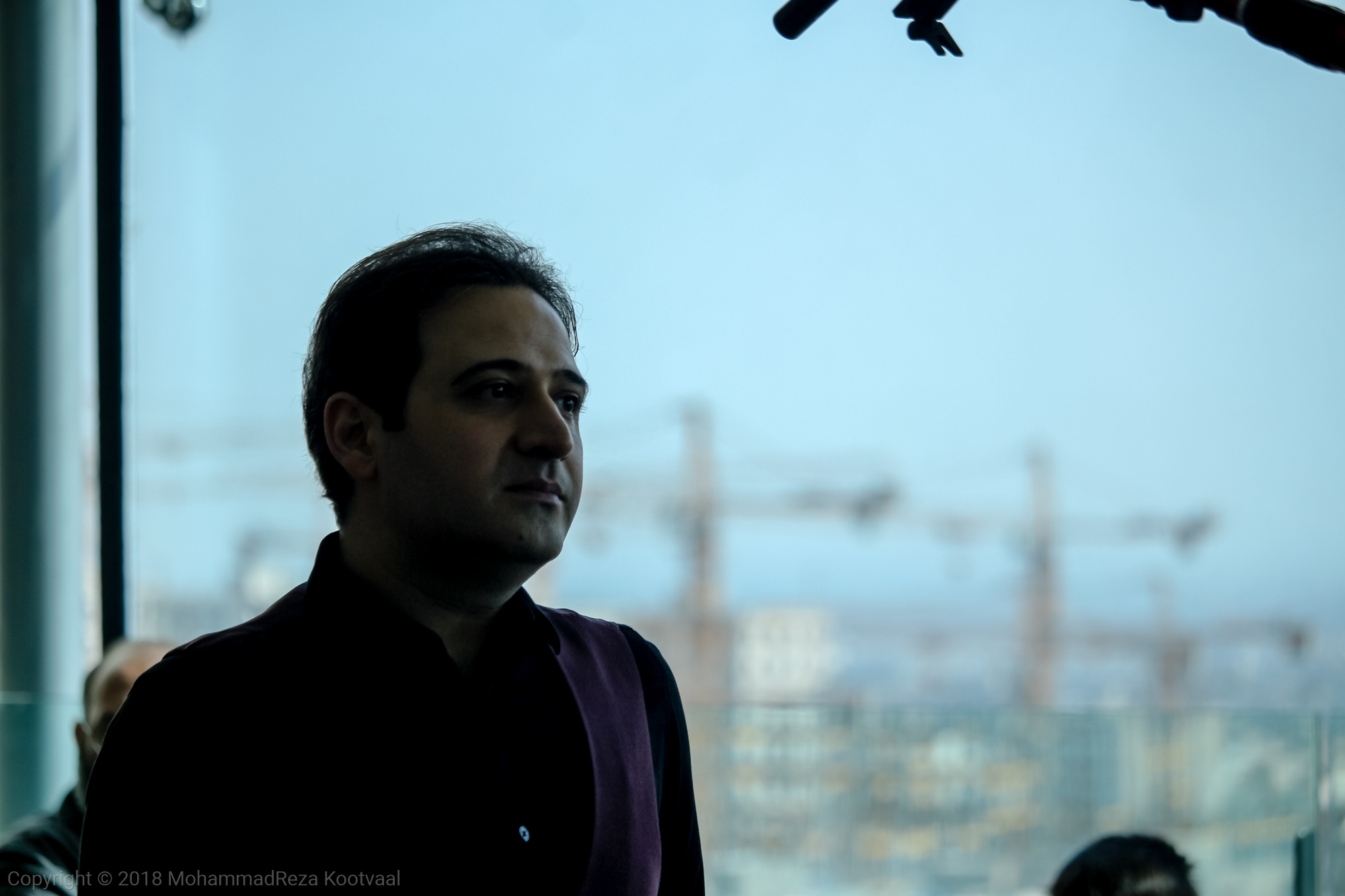
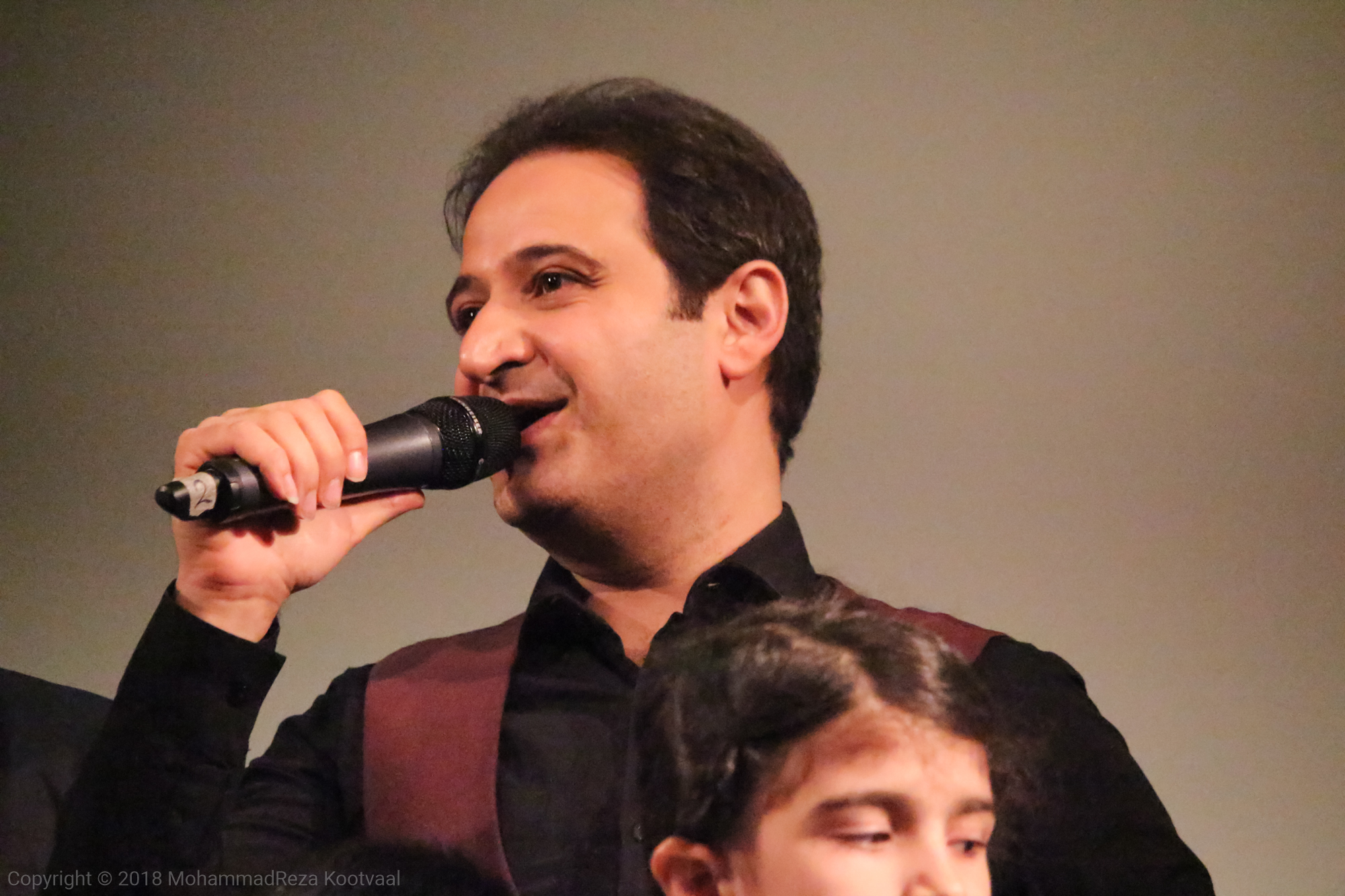
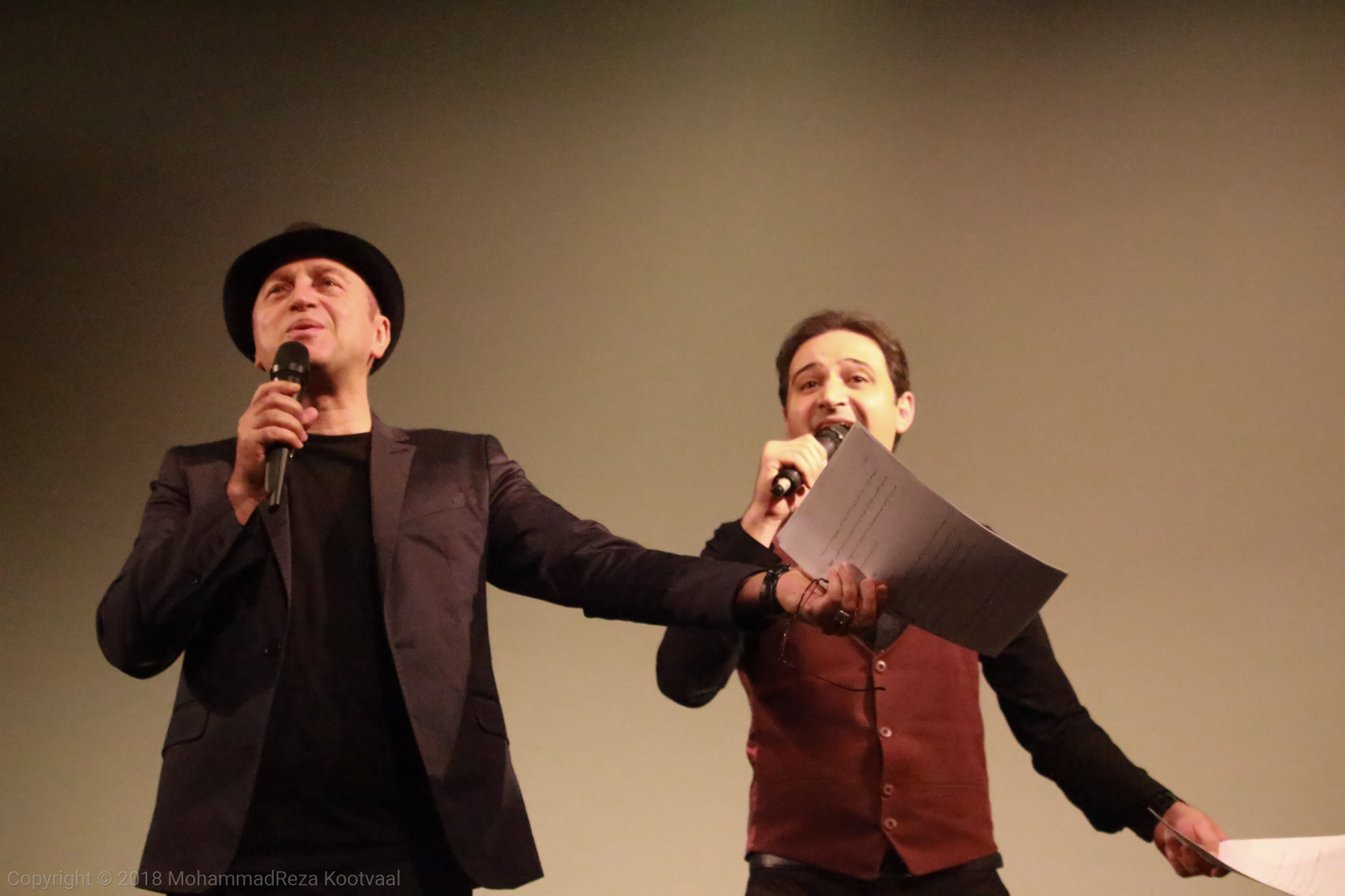
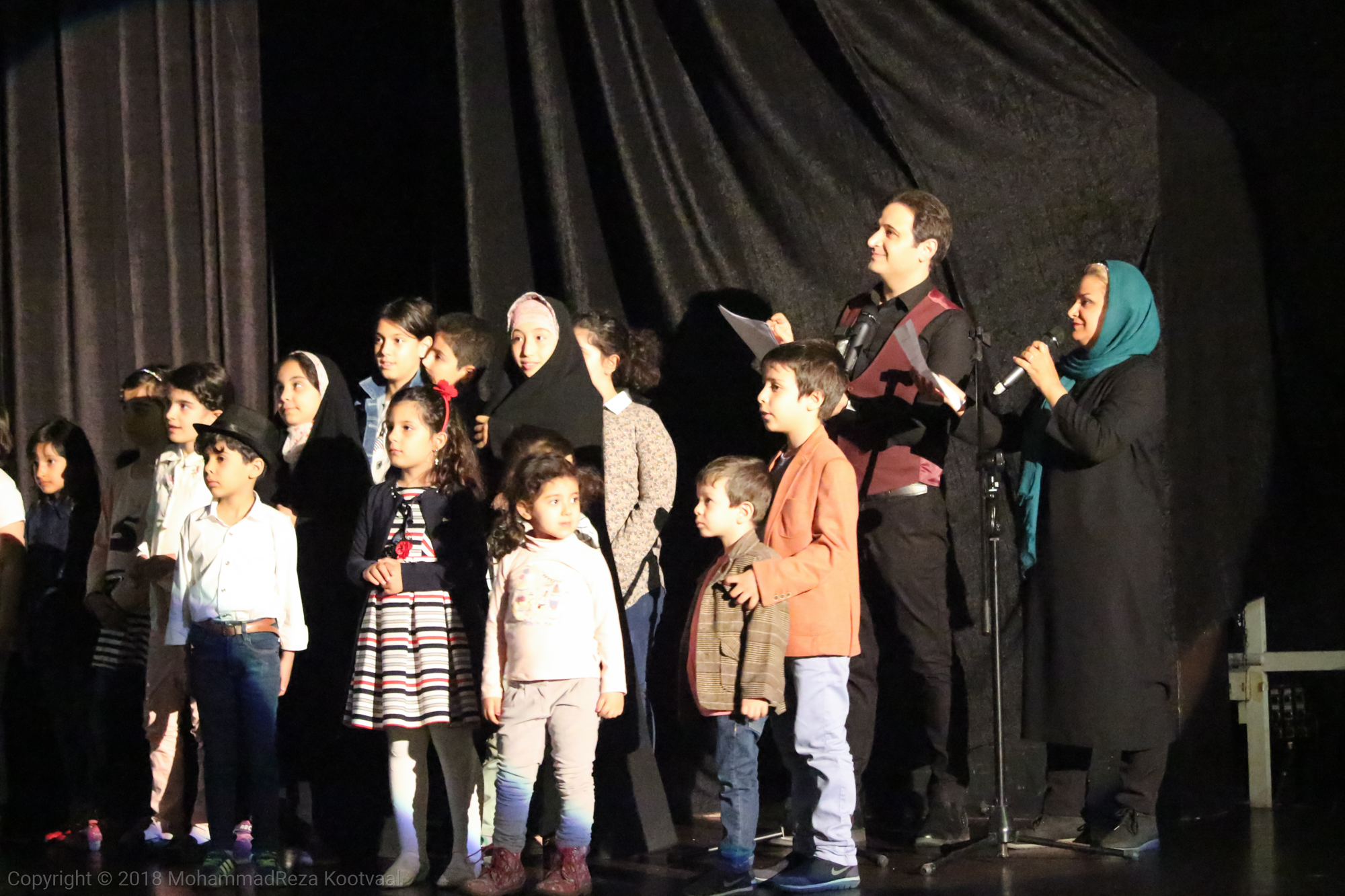
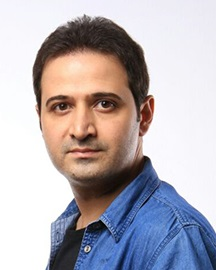